# 史蒂芬·哈珀
史蒂芬·約瑟夫·哈珀PC CC（英語： /ˈstiːvən ˈhɑːrpər/，1959年4月30日—），有北美华文媒體依粵音譯為夏巴，加拿大政治人物，曾於2006年至2015年間擔任加拿大總理，2004年至2015年任联邦保守黨首任黨魁。

## 背景
史蒂芬·哈珀出生於一個中產家庭( 哈珀的家族在西元一七九四年已經在加拿大定居，遠祖來自英國約克郡 )，三個兄弟中排行老大，他童年時成長於多倫多，少年時入讀當地的富景書院，哈珀自小就成績優異，1978年（即哈珀畢業之年），是全校的頂尖學生；後來他入讀卡爾加里大學，取得經濟學碩士的學位。哈珀和大學有頗強的關係：他是一個繁忙的講師，他日後的政治顧問湯·法蘭根，亦是這間大學的教授。

## 從政生涯
哈珀最初接觸政治是在自己的青少年時期，當時他加入了學校的“加拿大青年自由黨”；然而因為皮耶·杜魯道自由黨政府的國家能源政策（英語：National Energy Program，簡稱NEP）損害了阿爾伯達省的工業情況，所以他轉變了自己的政治立場，加入進步保守黨。1985年，他成為了進步保守黨議員占斯·哈基斯的首要助手，還成為了一些議院委員會成員，不過，哈珀與布萊恩·穆爾羅尼領導的進步保守黨政府鬧得頗不愉快。最終哈珀於1986年離開進步保守黨。
後來不少黨員退出進步保守黨，另組中間偏右的改革黨（之後更名爲加拿大改革保守聯盟，即加拿大聯盟）。哈珀被大學教授湯·法蘭根推薦給柏雷斯頓·萬寧（改革黨黨魁及創建者），哈珀被他深刻的記著，還被邀請入黨。在哈珀28歲之年，他在改革黨建黨會議上發表了一個頗重要的講話，這還鑄造了改革黨日後國會選舉（1988年）的競選口號“The West Wants In！”。
1988年國會大選上，哈珀競選卡爾加里下議院的席位，但敗給他昔日的“老闆”占斯·哈基斯。1989年至1993年，他被改革黨議員德波拉·格雷委任為她的行政助理、首席顧問及演講作家。1993年國會大選上，哈珀改善了自己的政績，打敗了占斯·哈基斯，成功取得西卡爾加里的席位。在國會，哈珀被認定是一位右翼的議員，但也持中間派的社會價值立场（他是少數支持槍械登记制度的改革黨議員）。
1993年大選，進步保守黨慘败僅得2席。加拿大聯盟至此取代进步保守党的政治地位。哈珀在大選中當選為加拿大聯盟卡爾加里西部選區聯邦議員，並一直致力於減稅，平衡財政預算和建立更加嚴格的刑事司法體系。
2002年，哈珀以加拿大聯盟黨魁的身份歸來，並於2003年進一步將進步保守黨和改革聯盟合併為新的加拿大保守黨，他本人于2004年加拿大保守黨黨魁選舉打敗施當娜獲勝出任第一任黨魁，開始以此為依托，進行大膽革新，著手實施政府責任法案，公共交通課稅減扣計劃等，使保守黨在短短的時間裡迅速發展壯大，並回復過去進步保守黨時代的元氣。
2004年，哈珀首次領導保守黨參與聯邦下議院選舉，雖然仍敗予執政自由黨，但自由黨失去多數黨地位，被迫組建少數政府。
2005年底，他領導的保守黨決定向保羅·馬丁領導的政府提出不信任動議，獲得通過，大選提前舉行。

### 2006年國會選舉
2006年1月23日的联邦大选中，保守党赢得议会下院308个席位中的124席，史蒂芬·哈珀受邀组阁，成立新一届联邦政府。其黨組成了少數政府，哈珀亦繼任保羅·馬丁成為加拿大總理。
值得一提的是哈珀像前加拿大總理马丁·布赖恩·马尔罗尼等的保守党總理一樣，成為總理前，從來未擔任過前任政府的內閣官員 (自由党的總理擔任總理前皆担任过部长)，所以有人指史蒂芬·哈珀沒有政治經驗，不能夠肩负總理一職。
面對全球金融危機的“大考”，加拿大國內的經濟持續滑坡，保守黨內部分歧嚴重又難以控制以及剛剛下台的自由黨一次次的“逼宮”（在野自由黨多次向哈珀領導的政府提出不信任動議，但因不少新民主党議員反對及棄權，未獲通過），哈珀成為總理的日子並不好過。
此外，在剛通过的加拿大同性婚姻议题，作为当时代表反对立场的保守党，哈珀的保守党政府就此议题进行複決以图推翻立法，但因保守党在议会只是少數，议案在123赞成，175票反对未能獲得通过，哈珀其后表示即使保守党組成多数政府，也不会再就议题进行表決。
在經歷了一番“艱苦卓絕”的較量之後，哈珀以自己出色的政治智慧再一次脫險勝出，逆勢而上，於2008年9月獲得連任。不过，保守党仍未能取得多数。
為昔日［ 人頭稅 ］政策向加拿大華社道歉：
2006年6月22日，哈珀總理就昔日［ 人頭稅 ］政策向加拿大華人社區正式道歉.

### 2008年國會選舉
2008年10月14日的联邦大选中，保守党赢得议会下院308个席位中的143席，哈珀再成立新一届联邦政府。但这次保守党仍未獲多数，因此再次組建少數政府。这屆少数政府是加拿大历史上最长的少数政府，達兩年半。

### 2011年國會選舉
2011年3月26日，自由黨向哈珀領導的少数政府提出不信任動議，以156票對145票獲得通過，哈珀為首的保守黨政府因為「藐視國會」而下台。
不过，5月2日的国会选举中，保守党获得加拿大议会308个议席中的166个，如愿首次组成多数党政府。不出意外，总理哈珀将在长时间内，继续担任加拿大总理。

### 2015年聯邦大選
2015年8月，哈珀宣布将于10月19日举行大選，他将会競逐第四个任期。
大選結束後，保守黨僅取得99個議席，失去多數黨和執政地位，哈珀亦爲保守黨敗選負責而宣佈辭去黨魁職位。本次聯邦大選中哈珀在卡爾加里傳統選區獲選保住國會下議院議員職位，一年後辭職。

## 對外政策

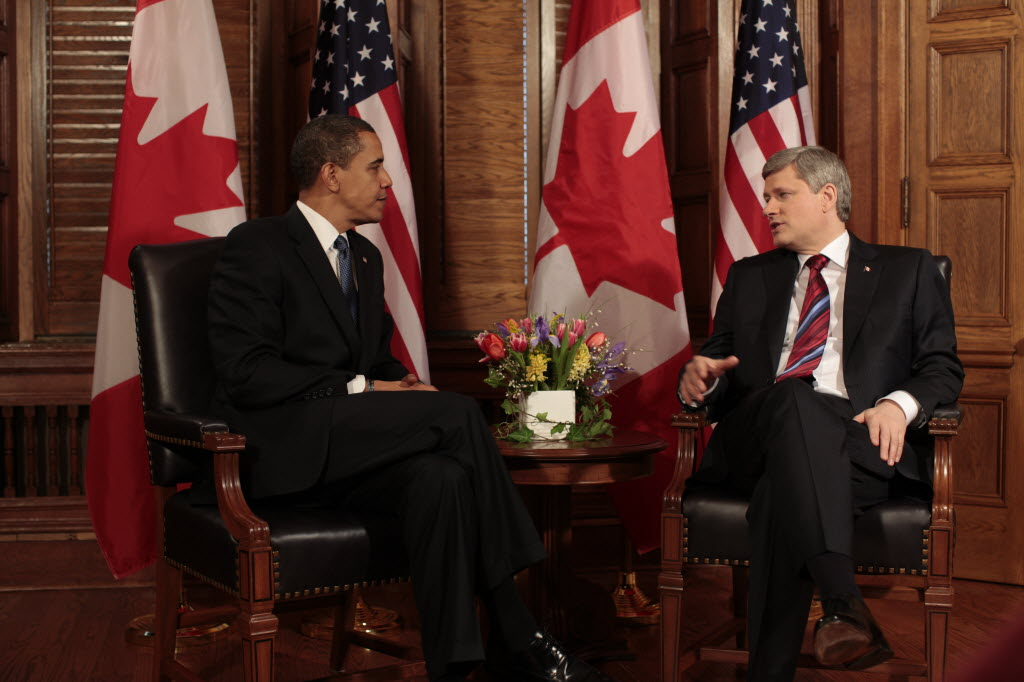
2009年2月19日哈珀与美国总统贝拉克·奥巴马会面

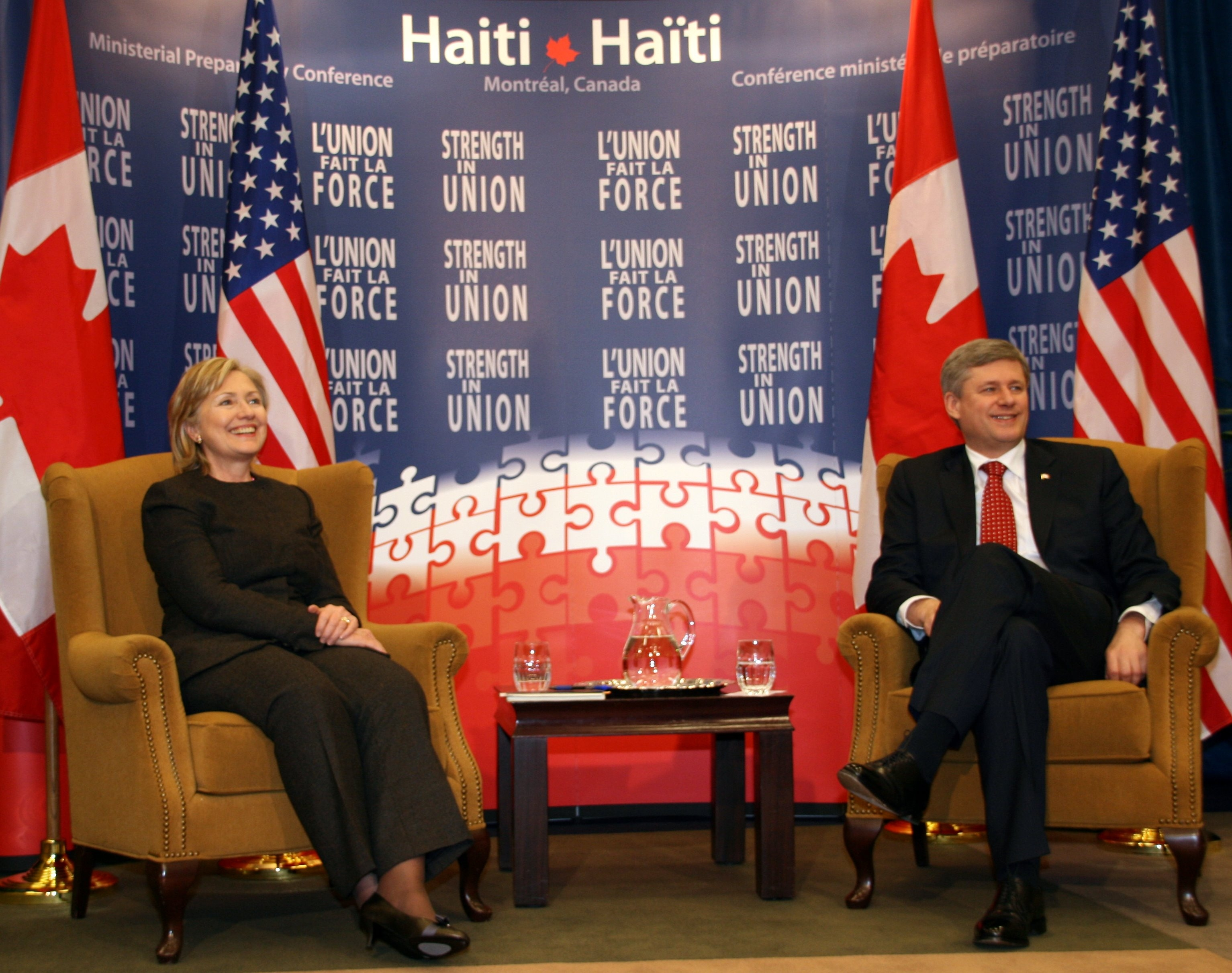
2010年1月25日哈珀与美国国务卿希拉里·克林顿会面

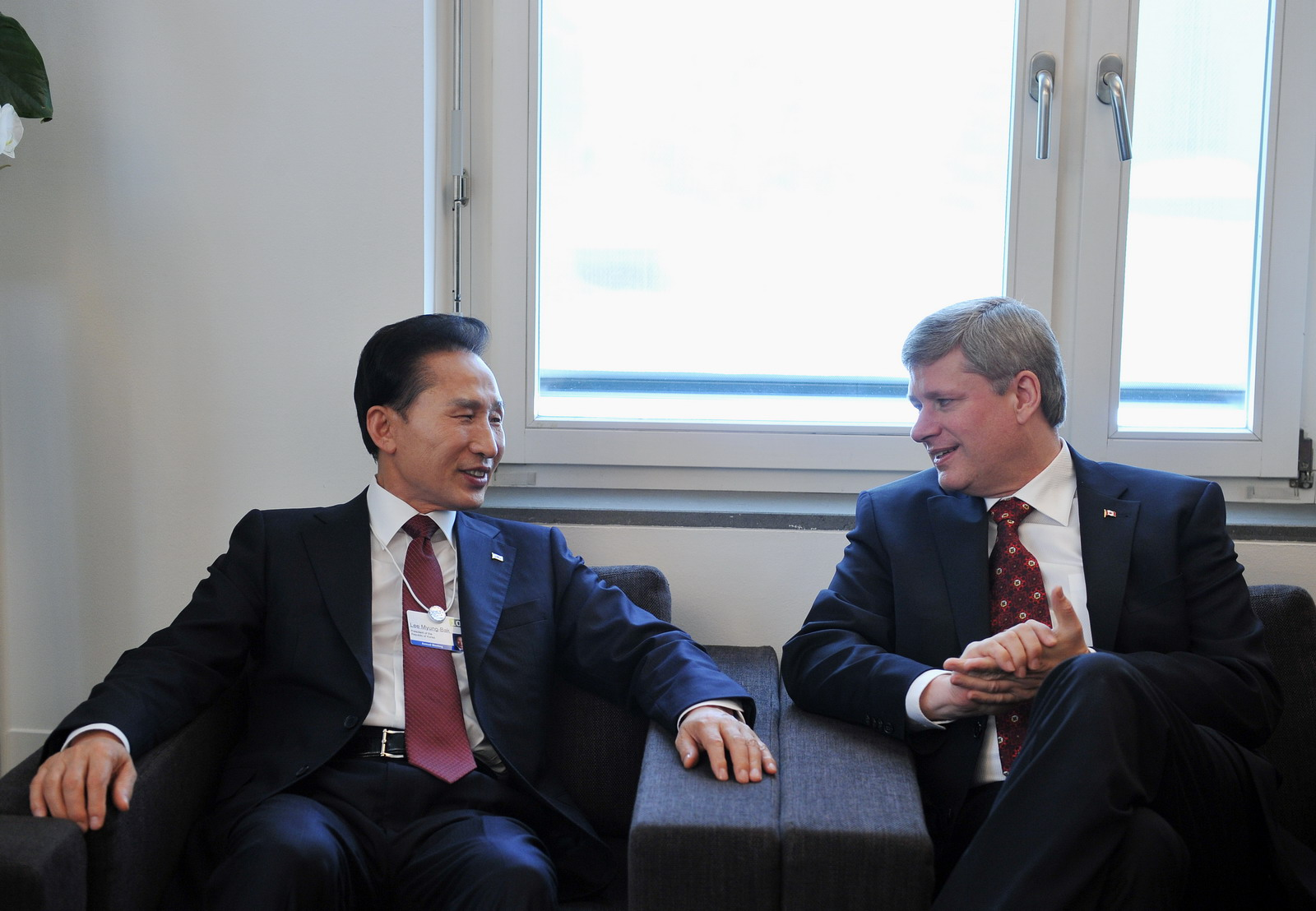
2010年1月28日哈珀与韩国总统李明博会面

### 「不歡迎對象」名單
根據加拿大新聞媒體CBC的報導，哈珀政府曾命其官員刻意冷落一組精選的被排斥的國家，並要求加國各地使團，不要邀請這些國家代表參與7月1日的加國國慶活動，這些國家被列在加拿大外交部流通的一份「不歡迎對象」（persona non grata）名單上，且每年皆會選出新的名單。CBC聲稱已從另一當地媒體CP取得此名單2013年的版本，該報導也推測2014年的版本和2013年的或許會沒什麼改變，也可能列入俄羅斯。而被列入2013年名單的國家有：北韓、伊朗、敘利亞、斐濟、白俄羅斯、馬達加斯加、幾內亞比索、蘇丹與中華民國。北韓至幾內亞比索等前七者會被列入名單，主要是因為其政府並非由民選產生。蘇丹的狀況則比較特殊，會入選是因為該國部分政治人物，受到國際刑事法庭通緝，但除此之外，其他官員可以被邀請。台灣會在名單上，則是因加拿大不承認台灣是一個國家。

#### 後續反應

##### 中華民國官方
中華民國外交部發言人高安和北美司長謝武樵對此表示，加拿大外交部從沒有對外公布相關資訊，報導所稱的「不受歡迎對象」也是媒體自行加上的，外交部對此相當遺憾。高安說：「該報導所稱不受歡迎名單，事實上是媒體報導自行所冠用的說法。報導所稱我國為何列為名單之中，不是因為加國對我們有不滿之處，而是因為加國不承認我國，我們對這樣的報導表遺憾。」
高安指出，台灣和加拿大的雙邊實質關係持續密切發展，例如雙方已在2010年4月簽訂了青年度假打工協定，同年11月加拿大給予臺灣人免簽證的待遇，2013年雙方簽署新航約，增加互飛航班，足見雙方的互動頻繁。
至於國慶活動，高安則低調表示，對渥太華的實際情形，他並不了解，目前加拿大駐台機構，也並未在台舉辦國慶慶祝活動，而是由台北的加僑商會辦理，準備在月底於客家公園舉辦，台灣方都有應邀參加，但這項活動加國駐台代表與外交部代表，都是客人。

## 家庭生活
哈珀與妻子勞琳於1993年結婚，並且育有一子一女：本傑明（1996年出生）及蕾切爾（1999年出生）。

## 荣誉

### 加拿大及英聯邦
- 加拿大勛章同伴 (C.C.)，2022年9月

### 外国勋章奖章
- 自由勋章（乌克兰，2016年8月22日公布[11]）

## 外部連結
- 其生平及資料
- 2004年國會選舉（页面存档备份，存于）
- 其國會網頁
- 加反對黨計劃本月底提不信任案 迫使政府下台（页面存档备份，存于）
- 加拿大大選結束 反對黨獲勝[永久]
- 加拿大保守黨贏得大選加美關係將進一步升溫[永久]

| 官衔             | 官衔                                   | 官衔                 |
| ---------------- | -------------------------------------- | -------------------- |
| 前任： 保罗·马丁 | 加拿大总理 2006年2月6日－2015年11月3日 | 繼任： 贾斯汀·杜鲁多 |